# Okahu Island
Okahu Island, auch Red Head Island genannt, ist eine Insel in der Bay of Islands der Region Northland im Norden der Nordinsel von Neuseeland.

## Geographie
Okahu Island befindet sich in der Bay of Islands rund 10 km nordöstlich von Russell und rund 10,8 km westsüdwestlich von Cape Brett entfernt. Die Insel erstreckt sich über rund 1 km in Südwest-Nordost-Richtung und misst an der breitesten Stelle rund 440 m in Nordwest-Südost-Richtung. Ihre höchste Erhebung findet die rund 21 Hektar große Insel mit 71 m im nördlichen Teil.
Während Okahu Island nach Süden und Südosten durch die Okahu Passage in Minimum rund 150 m von der in südsüdöstlich liegenden Insel Waewaetorea Island getrennt wird, weist der westliche bis nordwestliche Küstenstreifen der Insel in Richtung der Bay of Islands und der nordwestlich bis östliche in Richtung des Pazifischen Ozeans. An ihrer südwestlichen Spitze der einem Dreieck gleichenden Insel befindet sich in einem Abstand von rund 170 m die kleine 30 m hohe Insel Motungarara Island. 1,37 km südsüdwestlich schließt sich Motukiekie Island an.
Okahu Island gehört zu einer Gruppe von Inseln im südlichen Bereich der Bay of Islands, die sich von Westsüdwest nach Ostnordost über eine Fläche von rund 30 km² verteilen. Westsüdwestlich beginnt diese Gruppe mit der rund 4,3 km von Okahu Island entfernt liegenden Motuarohia Island und wird ostnordöstlich von Moturua Island und Motukiekie Island fortgesetzt. Nordöstlich bis südöstlich schließen sich die nebeneinander liegenden Inseln Okahu Island, Waewaetorea Island und Urupukapuka Island an, um nur die größten Inseln zu nennen.
Okahu Island ist spärlich bewaldet und bis auf einige freie Stellen mit Buschwerk bewachsen.